# San Paolo Bel Sito
San Paolo Bel Sito es un municipio italiano localizado en la ciudad metropolitana de Nápoles, región de Campania. Cuenta con 3.546 habitantes en 2,95 km².
El territorio municipal contiene las frazioni (subdivisiones) de Livardi y Scaravito. Limita con los municipios de Liveri y Nola.

## Evolución demográfica
| Gráfica de evolución demográfica de San Paolo Bel Sito entre 1861 y 2011 |
|                                                                          |
| Fuente ISTAT - elaboración gráfica de Wikipedia                          |